# Георгієвка (Казахстан)
Гео́ргієвка (каз. Георгиев) — село у складі Денисовського району Костанайської області Казахстану. Входить до складу Аршалинського сільського округу.
Населення —  (2021; 244 у 2009, 343 у 1999,  у 1989).